# Herodor de Macedònia
Herodor (grec antic: Ἡρόδωρος, llatí: Herodorus) fou un cortesà macedoni que va viure en temps de Filip V de Macedònia.
Era amic del fill del rei, Demetri. Va ser víctima de les intrigues de Perseu de Macedònia, l'altre fill del rei, que cercava la manera de desfer-se del seu germà. Herodor va ser detingut i sotmès a tortura per obtenir una acusació contra Demetri, i va morir en el llarg suplici que va sofrir l'any 181 aC, segons que narra Titus Livi.